# マルセロ・アジェンデ
- マルセロ・アレンデ

マルセロ・イバン・アジェンデ・ブラーボ（Marcelo Iván Allende Bravo , 1999年4月7日 - ）は、チリ・首都州出身のサッカー選手。トルネオ・ウルグアージョ・コパ・コカ・コーラ・モンテビデオ・シティ・トルケ所属。ポジションはMF。

## クラブ経歴
ユース時代はCDコブレロアで過ごし、ユース世代のチリ代表で活躍。2015年に2部リーグのデポルテス・サンタクルスと契約し、2016時3月13日のCDナバル・デ・タルカワノ戦でプロデビュー。2017年4時17日デポルテス・メリピージャ戦でプロ初ゴールを決めるなど、2016-17シーズンは2部リーグで22試合4得点を記録。『アレクシス・サンチェスの再来』として注目していたというアーセナルFCが、アジェンデの獲得に興味を示していたとも報じられたものの、契約には至らなかった。
2017年9月、リーガMXのクルブ・ネカクサと契約。その後マガジャネスへのローン移籍を経て2020年にモンテビデオ・シティ・トルケに移籍した。

## 代表歴
2015年に地元チリで開催された2015 FIFA U-17ワールドカップに、U-17チリ代表として出場。グループリーグで2ゴールまで決め、決勝トーナメント進出に貢献。2019年にはU-20代表で南米ユース選手権に出場した。
2021年12月11日、エルサルバドル代表戦でA代表初出場。